# Mourana Soumah
Pour les articles homonymes, voir Soumah.
Mourana Soumah, est un homme politique guinéen.
Il est Ministre de l'Économie et des Finances au sein du Gouvernement Bah Oury depuis le 13 mars 2024.

## Parcours professionnel
Depuis 2021, Mourana Soumah est directeur général du trésor et de la comptabilité publique.
Le 13 Mars 2024, il accède par décret à la fonction de Ministre de l'Économie et des Finances, en remplacement Moussa Cissé .